# Карл Едвард Ротвітт
Карл Едвард Ротвітт (2 березня 1812 — 8 лютого 1860) — данський політик, упродовж зими 1859–1860 років очолював уряд країни. Помер під час виконання обов'язків у віці 47 років.